# Coelotes guizhouensis
Coelotes guizhouensis är en spindelart som beskrevs av Peng, Li och Huang 2002. Coelotes guizhouensis ingår i släktet Coelotes och familjen mörkerspindlar. Inga underarter finns listade i Catalogue of Life.